# بيلا الرابع
بيلا الرابع (1206 - 3 مايو 1270) ملك المجر وكرواتيا بين عامي 1235 و1270، ودوق ستيريا من عام 1254 إلى 1258. وهو الابن البكر للملك أندراس الثاني، وتوج بمبادرة من مجموعة من النبلاء المؤثرين في حياة والده في عام 1214. عارض والده التتويج بيلا، ورفض منحه مقاطعة ليحكمها حتى عام 1220. وفي ذلك العام، عين بيلا دوق سلافونيا، وتولى أيضا كرواتيا ودالماتيا. تزوج بيلا من ماريا ابنة تيودور الأول لاسكاريس إمبراطور نيقية. وحكم ترانسيلفانيا بلقب دوق في عام 1226. دعم البعثات التبشيرية المسيحية إلى الكومان الوثنيين الذين سكنوا السهول إلى الشرق من محافظته. اعترف بعض زعماء الكومان بسيادته وأخذ لقب ملك الكومان في عام 1233. توفي الملك أندراس في 21 سبتمبر 1235 وخلفه بيلا على العرش. حاول استعادة السلطة الملكية بعد أن تضاءلت تحت والده. ولهذا الغرض، قام باستعادة المنح الإقطاعية واستصلاح العقارات الملكية السابقة، مما تسبب في سخط بالنبلاء والكهنة ضده.
غزا المغول أرض المجر وأبادوا جيش بيلا في معركة موهي في 11 أبريل 1241. هرب بيلا من ساحة المعركة، ولكن المغول طاردوه من بلدة إلى بلدة حتى وصلوا إلى بلدة تروغير على ساحل البحر الأدرياتيكي. ورغم أنه نجا من الغزو، فقد دمر المغول البلاد قبل انسحابهم غير المتوقع في مارس 1242. وضع بيلا إصلاحات جذرية من أجل إعداد مملكته لأي غزو مغولي ثان. وقد سمح للبارونات والأساقفة باقامة حصون حجرية وجمع قواتهم المسلحة الخاصة. وساهم بتطوير المدن المحصنة. وصل آلاف المستعمرين من الإمبراطورية الرومانية المقدسة وبولندا والمناطق المجاورة الأخرى للاستيطان في الأراضي المهجورة خلال عهده. هذه الجهود منحته لقب «المؤسس الثاني للدولة» (بالمجرية: második honalapító)‏.
أقام بيلا تحالفا دفاعيا ضد المغول، وشمل دانيال رومانوفيتش أمير هاليش، وبوليسلاف الخامس دوق كراكوف، والأمراء الروثينيين والبولنديين الآخرين. دعمه حلفاؤه في عملية احتلال دوقية ستيريا في 1254، ولكنه خسرها على يد الملك أوتوكار الثاني من بوهيميا بعد ست سنوات. وخلال عهد بيلا، تم إنشاء منطقة عازلة واسعة تضم البوسنة، وبارانتش (برانيسيفو وصربيا) على طول الحدود الجنوبية للمجر في عقد 1250.
أصبحت علاقة بيلا مع ابنه الأكبر وريثه، ستيفن، متوترة في أوائل عقد 1260، لأن الملك المسن فضل ابنته آنا وأصغر أبنائه بيلا دوق سلافونيا. وأجبر على التنازل عن أراضي مملكة المجر شرق نهر الدانوب لستفين، ما تسبب في حرب أهلية استمرت حتى عام 1266. ومع ذلك، كانت عائلة بيلا تشتهر بتقواها: كان بيلا فرردا من جماعة الفرنسيسكان الثالثية، وقامالكرسي الرسولي بتبجيل ثلاثة من بنات كقديسات - كونيغوندا ويولاندا ومارغريت.

## حياته كأمير

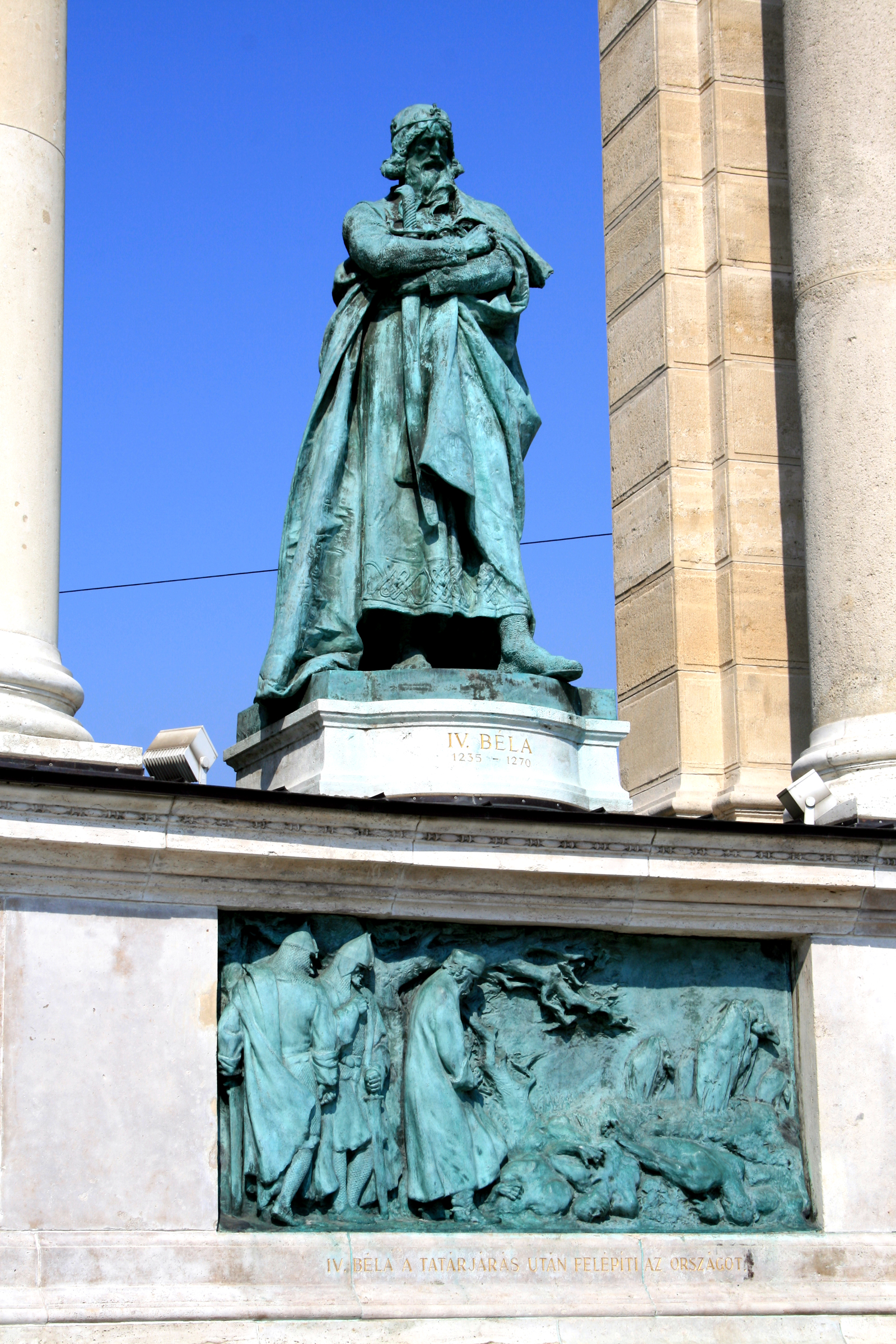
تمثال بيلا في ساحة الأبطال في بودابست

بيلا هو ابن أندرو الثاني، الذي خلفه عام 1235. أظهر نفسه أثناء حياة أبيه بإدارته لإقليم ترانسيلفانيا، التي كانت وقتها منطقة برية، واستطاع أن يستعمر المنطقة وينصّرها بفضل إدارته. وأصلح ما أمكنه من إهدار أبيه للموارد بعد أن قام بوهب العديد من أملاك الدولة إلى النبلاء كإقطاعيات مما أضعف البلاد.

## توليه العرش
عند توليه عرش المملكة وجد الارتباك يعم كل شيء، وكما يقول المؤرخ روجيريوس (حوالي 1223 – 1266)، فقد أثري اللوردات الكبار أنفسهم لدرجة أنهم استطاعوا إبطال خطط الملك. وكانت الأرض كلها قد ملأها العنف، والأساقفة بذاتهم كانوا يقتحمون الأديرة الغنية على رأس جيش مسلح.
قضى بيلا على كل الفوضى بشكل حازم. وزاد ثروته باستعادة أملاك التاج من اللوردات الذين خصصت لهم خلال مشاكل العهد الأخير. قام البابا بدعم الملك بعد إسرائه النظام، وكذلك وجد بيلا في أخيه كولومان (الذي أدار منطقة درافي) معاونا مخلصا وذكيا. واستخدم اليهود بشكل كبير أيضا كمختصين ماليين، ومنحهم الأراضي والألقاب.

## الغزو التتاري

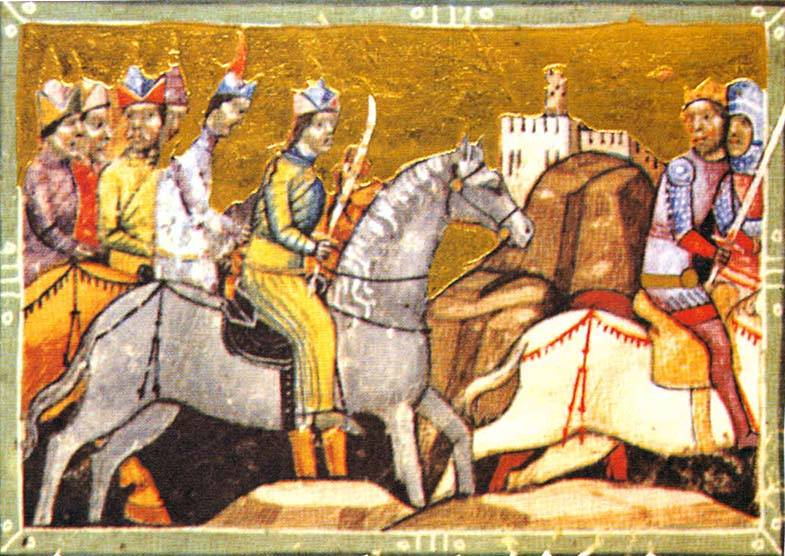
بيلا يفر من المغول بعد معركة موهي

الحدث الأبرز لعهد بيلا كان الاحتلال التتاري الرهيب الذي أحال ثلاثة أرباع المجر إلى رماد. وكان اسمهم المرعب قد سبقهم لمدة طويلة، وأرسل وبيلا في عام 1235 راهبا دومنيكيا يدعى جوليان عن طريق القسطنطينية إلى روسيا ليجمع المعلومات عنهم من «مجريين قدماء» استقروا هناك، ومن المحتمل أن يكونوا بلغار الفولغا. وعاد هذا الراهب إلى المجر يحمل أخبارا بأن التتار جهزوا أنفسهم لغزو فوري لأوروبا.
بذل بيلا أقصى ما يمكنه فعله ليجهز مملكته في وضع الدفاع، وطلب المساعدة مبكرا من البابا ودوق النمسا والإمبراطور؛ لكن في فبراير ومارس 1241 اجتاح التتار المنطقة من خلال الممرات في الجبال الكارباثية؛ في أبريل قاتل بيلا بشجاعة وبعد صمود كبير هزم هزيمة منكرة على ضفاف نهر ساجو وهرب إلى جزر دالماسيا؛ وفي الشهور الإثنى عشر التالية كانت المملكة قد تعرضت للدمار الشديد.

## إعادة البناء
كرسها بيلا السنوات الثمان والعشرين الأخيرة من عهده بشكل رئيسي لإعادة بناء الدولة، أنجز هذه المهمة بشكل جزئي مع إتقان وإصرار خلدا اسمه في تاريخ المجر. وكان أصعب جزء من مهمته هو استعادة الأجزاء الغربية للمملكة (التي لم تعد كلها) من يد فريدريك الثاني دوق النمسا، والذي استولى عليها كثمن للمساعدة التي كان قد وعده بها ولم يقدمها. وقد التمس بيلا أولا مساعدة البابا، لكن أرغم أخيرا على اللجوء لالحرب، وعبر نهر ليثا في 15 يونيو 1246 ودحر فريدريك الذي أصيب إصابة خطيرة وسحق حتى الموت من قبل خيالته وسط المعركة. وبموته انتهى نسل الذكور في بيت بابنبرغ.
لم تكن سياسة بيلا في الجنوب بنفس النجاح. في عام 1243 أجبر على إعطاء زادار إلى جمهورية البندقية، وكان هذا قد سبب الشقاق الدائما بين الدولتين؛ لكنه أبقى قبضته على سبليت وأملاكه الأخرى في دالماسيا، وسياسته الحكيمة للتسامح الديني في البوسنة مكنت المجر من حكم تلك المحافظة بسلام لعدة سنوات.
من ناحية أخرى، سببت له المملكة الصربية الجديدة كثير المشاكل وكانت سببا للعديد من الحروب الدامية. في عام 1261 غزا التتار بقيادة نوغاي خان المجر للمرة الثانية، لكنه هزم من قبل بيلا وفقد 50,000 رجل في حملته. وقد وصل بيلا أوج عظمته السياسية في عام 1264 بعد فترة قليلة من هزيمته الساحقة لملك الصرب ستيفان أوروش، عندما استضاف في بلاطه في كالوتشا سفراء الإمبراطور اليوناني المعاد حديثا وملوك فرنسا وبلغاريا بوهيميا وثلاثة من أمراء التتار.
لفترة من الوقت كان بيلا محظوظا في المنطقة الشمالية الغربية، حيث أسست أسرة بييميسليداي إمبراطورية بوهيمية جديدة التي احتلت أراضي بابنبرغ وكانت تهدد المجر. كان بيلا حرب دائمة لامتلاك ستيريا وبشكل خاص مع أوتوكار الثاني، وسقطت الأرض في النهاية في يد البوهيميين.

## سنواته الأخيرة

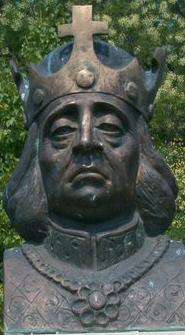
تمثال نصفي لبيلا الرابع

غلبت على بيلا المرارة في السنوات الأخيرة من حياته بسبب جحود ابنه ستيفن، الذي أقام الثورات ضد أبيه وأرغمه في النهاية على تقسيم المملكة معه، وأسس الأمير الأصغر عاصمته في ساروسباتاك، واتبع سياسة خارجية مباشرة على نقيض من التي اتبعها أبوه. ومات بيلا في 3 مايو 1270 عن 63 سنة.

## أثره التاريخي
كان محبوبا إلى أبعد حد بين الناس بشكل عام؛ وخدماته إلى بلاده كانت لا تقدر. وأنجب من زوجته ماريا أبناءه ستيفان وبيلا، سبع بنات ومنهن كانت القديسة مارجريت.
لا توجد دراسة خاصة لعهد بيلا بالكامل. وهناك سجل عن الاحتلال التتاري بقلم روجيريوس الذي عاصر عهده، (باللاتينية: Epistolae Super destructione Regni Hungariae per Tartaros facta). وهناك تاريخ شامل ولكنه تظهر فيه الوطنية لحد التطرف من عهد بيلا في كتاب أتشادي تاريخ العالم المجري.
| سبقه أندرو الثاني | ملك المجر 1235 - 1270 | تبعه ستيفين الخامس |

1. ↑  "معلومات عن بيلا الرابع على موقع aleph.nkp.cz". aleph.nkp.cz. مؤرشف من الأصل في 2019-05-11.
2. ↑  "معلومات عن بيلا الرابع على موقع wikitree.com". wikitree.com. مؤرشف من الأصل في 2019-04-24.
3. ↑  "معلومات عن بيلا الرابع على موقع id.worldcat.org". id.worldcat.org. مؤرشف من الأصل في 2019-12-14.

تحوي هذه المقالة معلومات مترجمة من الطبعة الحادية عشرة لدائرة المعارف البريطانية لسنة 1911 وهي الآن ضمن الملكية العامة.